# Homoeosolen virgulosus
Homoeosolen virgulosus is een mosdiertjessoort uit de familie van de Cytididae. De wetenschappelijke naam van de soort is voor het eerst geldig gepubliceerd in 1909 door Gregory.